# Ålands kommunförbund
Ålands kommunförbund är ett åländskt kommunalförbund. 
Alla 15 kommuner på Åland är medlemmar i förbundet, som är en politiskt styrd intresse- och arbetsgivarorganisation. Förbundet ordnar kurser för kommunalt anställda och bevakar kommunernas intressen gentemot landskapsregeringen.

## Kommunala avtalsdelegationen
Ålands kommunförbund tecknar som arbetsgivarorganisation kollektivavtal genom Kommunala avtalsdelegationen (KAD). Kollektivavtalen förhandlas med tre fackliga motparter:
- Akava-Åland
- Fackorganisationen för offentliga arbetsområden på Åland (FOA-Å)
- Tjänstemannaorganisationerna på Åland (TCÅ)

Förbundet utser ledamöterna i KAD, men delegationen förhandlar självständigt. Jomala kommun ansvarar för kansliuppgifter och personalchefen där är även avtalschef för delegationen. Mariehamns stad deltar också i KAD.

## Förbundsstämman
Kommunerna utser ombud till förbundsstämman. Stämman är förbundets högsta beslutande organ. Den sammanträder två gånger om året. Vid dessa möten kan medlemmarna påverka förbundets verksamhet. Stämman väljer också förbundsstyrelsen, KAD och revisorerna. Ombuden väljs för fyra år. Mandatperioden följer kommunalvalet.

## Förbundsstyrelsen
Förbundsstämman väljer styrelsen. Styrelsen har ansvar för verksamheten och den politiska inriktningen. Mandatperioden är två år. Den senast redovisade perioden gällde 2014–2015. Styrelsen ska vara sammansatt så att hela landskapet är representerat.